# 岡山天文博物館
岡山天文博物館（おかやまてんもんはくぶつかん、Okayama Astronomical Museum）は、岡山県浅口市にある科学館。

## 概要
当博物館は、1960年（昭和35年）11月に岡山県南西部の浅口郡鴨方町（現浅口市）と小田郡矢掛町の境界に位置する竹林寺山（標高約350m）に、隣接する国立天文台岡山天体物理観測所の施設の構造・機能や研究等をはじめとして、一般的な天文学の普及を目的に開館した。  国立天文台岡山天体物理観測所の開設にあたってその展示館を岡山県が設置することになり、運営を東京大学総長から委託された施設であり、現在は浅口市が運営を行っている。

### 沿革
- 1960年（昭和35年）3月 - 展示館建設工事着手 
  - 10月 - 竣工
  - 11月 - 岡山天文博物館として営業開始
- 1989年（平成元年）4月 - これまで運営を行っていた岡山天文博物館運営委員会から鴨方町に移管 
  - 8月 - 天体観測室設置
- 1990年（平成2年）3月 - プラネタリウムを設置

### マスコットキャラクター
- せいめいくん 浅口市内にある阿部山で天体観測した伝説から、安倍晴明をモデルとしている。
- ドームくん 天文台の形状をキャラクター化したもの。
- てんもんくん・てんもんちゃん

## 展示内容
- 展示室 - 1階および2階。1階は、岡山天体物理観測所の模型などの展示、研究内容の紹介など。2階は、天体現象の解説など。
- 太陽観測室 - 15cm及び8cm屈折式天体望遠鏡によって、太陽表面のフレアやプロミネンス、黒点などの観測が行える施設。
- プラネタリウム - 10メートルドーム型の2球式プラネタリウム装置による自動投映。
- 4次元宇宙デジタルシアター - 国立天文台三鷹キャンパスで投影展示されていたものと同じ一面式デジタルシアター施設。
- ミニ講演会 - プラネタリウム施設を用いて、ミニ講演会を行っている。

## 利用案内
以下の情報は2009年9月現在のものである。利用時には公式ホームページを参照されたい。
開館時間
- 9時～16時30分

休館日
- 毎週月曜日（祝日・振替休日の場合はその翌日）、祝日の翌日（連休の場合はその翌日と翌々日）年末年始、その他定める日（詳細は博物館のホームページ参照）

入館料
- 大人：300円、中・高校生：200円、小学生：100円
- 65歳以上：無料（シルバーカード等提示）、障害者：無料（療育手帳・障害者手帳等提示）
- 団体割引：20名以上2割引

## 交通アクセス
- JR山陽本線鴨方駅より井笠バス遙照山行き「天文台前」バス停下車またはタクシーで20分
- 山陽自動車道鴨方ICより県道64号線を北へ約6km
- 国道2号鴨方跨線橋交差点より県道64号線を北へ約10km